# 杉山光平
杉山 光平（すぎやま こうへい、1927年8月7日 - ）は、静岡県静岡市出身の元プロ野球選手（内野手、外野手）。
「円月打法」という独特の打撃フォームで人気のあった職人的左打者。シーズン154試合出場は飯田徳治、佐々木信也と共に日本タイ記録。

## 経歴

### プロ入り前
静岡商業から静岡師範、専修大を経て、1952年に近鉄パールスに入団。本格的に野球を始めたのは専修大に入ってからで、それまではテニスをしていたという変わり種である。

### 現役時代
近鉄時代は芥田武夫監督と確執があり不遇をかこった。打撃理論が合わず、キャンプ中に論争した挙句、荷物をまとめて家に帰ってしまったという。
しかし、山本一人がその素材に惚れ込み、1954年オフに南海への移籍を打診。近鉄は、同じく大阪の球団である南海への直接の移籍には難色を示したが、いったん高橋ユニオンズへ移籍し、高橋から南海へ譲ってもらう形で南海へ移籍した。いわゆる「三角トレード」である。
1955年、新天地の南海で、杉山は打率.278（リーグ19位）、16本塁打、90打点をマークし、チーム最高打点を挙げた。この年は、一塁手として、ベストナインも獲得した。南海400フィート打線の一翼を担っていく。
翌1956年からは、外野手としてプレー。同年には打率.303（リーグ4位）、93打点をマークし、この年もベストナインを獲得。1958年は打率.299（リーグ5位）。1959年には、打率.323をマークし、首位打者に輝き、2年連続4回目のベストナインも受賞する。
1961年も打率.321（リーグ4位）と好成績を残すが、同年オフに阪急ブレーブスへ移籍。当時の南海は、ベテランを他球団にトレードすることがよく行われていたが、これは、ベテランが衰える前に年俸が上がるようにとの温情で資金豊富な球団に放出したものともされている。尚、鶴岡一人は杉山の移籍について「（1961年に）チームは（公式戦には）勝つことは勝ったけれども、チームは改造をほどこすべき時期にきている。世間から批判を受けた杉山君などのトレードも、こうした構想にもとづいてなされたものであった」と語っている。
阪急時代は成績は低迷し、1964年に南海へ復帰。阪急でユニフォームを脱ぐ決意をしていたのを、鶴岡監督と、南海ファンの作家・藤沢桓夫がヒザづめで口説き落としたという。打撃コーチ兼任となった1966年に引退し、翌1967年までコーチを務めた。

### 退場処分
1958年4月5日の開幕戦の東映フライヤーズ戦で二出川延明球審の判定に抗議し、暴言を吐いたため退場処分を受けた。開幕戦での退場処分は史上初。

### 引退後
京都市内で鳥料理店「すぎ春」を経営していたが、現在は閉店されている。

## 選手としての特徴・逸話

### 打撃
打席で、ゴルフの様にバットのヘッドを地面に向けて垂らした構えで立ち、そこから投球に合わせて通常の打撃フォームに戻し、さらにゆらりと前後に何度か動かしてタイミングを取る独特の打法で、当時流行の時代劇「眠狂四郎」の「円月殺法」にちなんで「円月打法」と呼ばれ、ファンからも人気を博した。
首位打者を獲得した1959年の夏、北海道遠征のとき、杉浦忠の友人が経営するスポーツ用具店に出向いたとき、店内の商品ではなく、倉庫の片隅にあった1本の古いバットを手にすると、「気に入った、ゆずってくれ」と持ち帰った。その後、試合で安打を量産する杉山のバットをチームメイトが確かめたところ、なんと曲がっていたという。
広瀬叔功は、「とにかくチャンスに強かった。好機に打順が回るとノムやん（野村克也）より凄みのあるバッティングをした」と述懐している。
南海とパ・リーグの覇を争った西鉄ライオンズの中軸で同期入団の中西太は、杉山について、「職人芸のバッター」「勝負師」「しのぎを削ったバッターの中では秀逸な、特異な存在だった」と語っている。

### その他
水島新司の漫画「あぶさん」では、福岡ダイエーホークスに所属する同名の架空選手が、景浦安武の後輩として登場している。

## 詳細情報

### 年度別打撃成績
| 年 度      | 球 団      | 試 合 | 打 席 | 打 数 | 得 点 | 安 打 | 二 塁 打 | 三 塁 打 | 本 塁 打 | 塁 打 | 打 点 | 盗 塁 | 盗 塁 死 | 犠 打 | 犠 飛 | 四 球 | 敬 遠 | 死 球 | 三 振 | 併 殺 打 | 打 率 | 出 塁 率 | 長 打 率 | O P S |
| ---------- | ---------- | ----- | ----- | ----- | ----- | ----- | -------- | -------- | -------- | ----- | ----- | ----- | -------- | ----- | ----- | ----- | ----- | ----- | ----- | -------- | ----- | -------- | -------- | ----- |
| 1952       | 近鉄       | 53    | 182   | 174   | 24    | 51    | 8        | 5        | 3        | 78    | 17    | 0     | 2        | 1     | --    | 5     | --    | 2     | 24    | 4        | .293  | .320     | .448     | .769  |
| 1953       | 近鉄       | 93    | 319   | 301   | 24    | 74    | 6        | 5        | 5        | 105   | 31    | 5     | 6        | 3     | --    | 12    | --    | 3     | 25    | 3        | .246  | .282     | .349     | .630  |
| 1954       | 近鉄       | 8     | 8     | 8     | 0     | 0     | 0        | 0        | 0        | 0     | 0     | 0     | 0        | 0     | 0     | 0     | --    | 0     | 0     | 1        | .000  | .000     | .000     | .000  |
| 1955       | 南海       | 140   | 554   | 521   | 70    | 145   | 22       | 5        | 16       | 225   | 90    | 15    | 10       | 3     | 4     | 23    | 1     | 3     | 33    | 7        | .278  | .313     | .432     | .744  |
| 1956       | 南海       | 154   | 617   | 564   | 72    | 171   | 28       | 5        | 12       | 245   | 93    | 14    | 5        | 1     | 8     | 40    | 10    | 4     | 42    | 8        | .303  | .354     | .434     | .788  |
| 1957       | 南海       | 84    | 278   | 255   | 30    | 69    | 9        | 0        | 0        | 78    | 19    | 6     | 2        | 1     | 2     | 20    | 0     | 0     | 28    | 2        | .271  | .324     | .306     | .630  |
| 1958       | 南海       | 125   | 502   | 451   | 56    | 135   | 19       | 3        | 4        | 172   | 54    | 8     | 2        | 11    | 2     | 34    | 2     | 4     | 45    | 7        | .299  | .354     | .381     | .735  |
| 1959       | 南海       | 115   | 451   | 418   | 67    | 135   | 20       | 7        | 9        | 196   | 67    | 5     | 2        | 4     | 3     | 25    | 3     | 1     | 38    | 3        | .323  | .363     | .469     | .832  |
| 1960       | 南海       | 106   | 367   | 337   | 28    | 83    | 14       | 0        | 4        | 109   | 40    | 3     | 1        | 4     | 4     | 20    | 1     | 2     | 28    | 6        | .246  | .292     | .323     | .616  |
| 1961       | 南海       | 130   | 475   | 421   | 66    | 135   | 21       | 4        | 15       | 209   | 76    | 1     | 5        | 3     | 3     | 43    | 2     | 5     | 37    | 11       | .321  | .390     | .496     | .887  |
| 1962       | 阪急       | 122   | 456   | 412   | 36    | 105   | 17       | 1        | 3        | 133   | 62    | 9     | 3        | 1     | 9     | 32    | 9     | 2     | 31    | 10       | .255  | .312     | .323     | .634  |
| 1963       | 阪急       | 113   | 296   | 263   | 19    | 63    | 11       | 2        | 6        | 96    | 47    | 0     | 4        | 0     | 2     | 25    | 2     | 6     | 26    | 9        | .240  | .320     | .365     | .685  |
| 1964       | 南海       | 120   | 358   | 314   | 35    | 82    | 9        | 2        | 4        | 107   | 41    | 1     | 0        | 3     | 4     | 32    | 2     | 5     | 10    | 9        | .261  | .339     | .341     | .680  |
| 1965       | 南海       | 48    | 100   | 95    | 5     | 18    | 2        | 0        | 2        | 26    | 16    | 0     | 0        | 0     | 0     | 4     | 1     | 1     | 7     | 3        | .189  | .230     | .274     | .504  |
| 1966       | 南海       | 74    | 154   | 146   | 15    | 39    | 5        | 0        | 5        | 59    | 22    | 0     | 0        | 1     | 1     | 6     | 1     | 0     | 13    | 4        | .267  | .296     | .404     | .700  |
| 通算：15年 | 通算：15年 | 1485  | 5117  | 4680  | 547   | 1305  | 191      | 39       | 88       | 1838  | 675   | 67    | 42       | 36    | 42    | 321   | 34    | 38    | 387   | 87       | .279  | .330     | .393     | .723  |

- 各年度の太字はリーグ最高、赤太字はNPBにおける歴代最高

### タイトル
- 首位打者：1回 （1959年）

### 表彰
- ベストナイン：4回 （1955年、1956年、1958年、1959年）
- 日本シリーズ優秀選手賞：1回 （1959年）

### 記録
節目の記録
- 1000試合出場：1961年9月27日 ※史上66人目

その他の記録
- シーズン試合出場：154試合 （1954年） ※史上最多（佐々木信也、飯田徳治と共に記録）[13]
- オールスターゲーム出場：3回 （1956年、1958年、1961年）

### 背番号
- 2 （1952年 - 1954年）
- 29 （1955年 - 1961年、1964年 - 1966年）
- 25 （1962年 - 1963年）
- 65 （1967年）